# Дечо Гешев
Дечо Кръстев Гешев (до 1945 г. се изписва Дѣчо) е български офицер, генерал-майор от интендантството, командир на 1-ва рота от 5-и пехотен дунавски полк през Сръбско-българската война (1885), началник на Главното интендантство през Балканската война (1912 – 1913).

## Биография
Дечо Гешев е роден на 30 ноември 1859 г. в Шумен, Османска империя. През 1880 г. завършва с 2-ри випуск на Военното на Негово Княжеско Височество училище и на 30 август е произведен в чин подпоручик. Служи в Шуменска №19 пеша дружина и на 30 август 1883 г. е произведен в чин поручик. Взема участие в Сръбско-българската война (1885) като командир 1-ва рота от 5-и пехотен дунавски полк, като участва в Сливнишкото сражение на 5, 6 и 7 ноември, където е ранен.
След войната на 24 март 1886 г. е произведен в чин капитан, а на 2 август 1890 в чин майор. През 1891 г. като майор от 13-и пехотен рилски полк е командирован за обучение в Интендантската академия във Виена, която завършва през 1894 година. След завръщането си, през 1896 г. е произведен в чин подполковник, а през 1903 г. в чин полковник. Назначен е за помощник на главния интендант в Министерството на войната, на която служба е до 1909 г., на 3 август е произведен в чин генерал-майор и същата година е уволнен от служба.
По време на Балканската война (1912 – 1913) е мобилизиран и назначен на най-висшата интендантска длъжност – Главен интендант. След края на войните отново е уволнен от служба.
Генерал-майор Дечо Гешев умира на 8 декември 1932 г.

## Военни звания
- Подпоручик (30 август 1880)
- Поручик (30 август 1883)
- Капитан (24 март 1886)
- Майор (2 август 1890)
- Подполковник (1896)
- Полковник (1903)
- Генерал-майор (3 август 1909)

## Образование
- Военно на Негово Княжеско Височество училище (до 1880)
- Интендантска академия във Виена (1891 – 1894)